# Reduto nacional (Suíça)

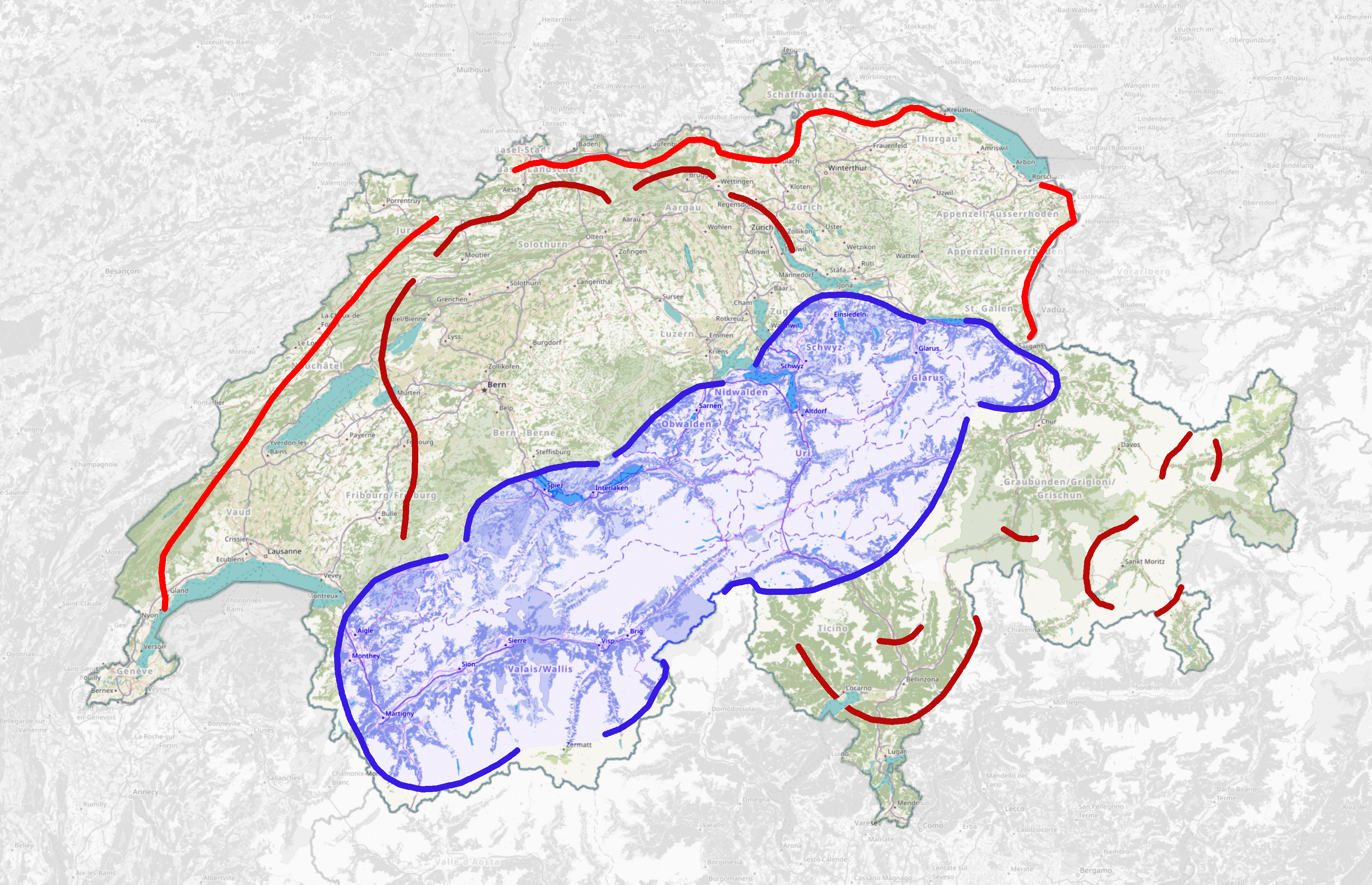
Plano das linhas de defesa do Reduto Nacional (Limmatlinie)

O Reduto Nacional Suíço (em alemão:  Schweizer Reduit; em francês:  Réduit national; em italiano:  Ridotto nazionale; em romanche:  Reduit nazional) foi um plano defensivo desenvolvido pelo governo suíço a partir da década de 1880 como resposta a uma invasão estrangeira.
Nos primeiros anos da Segunda Guerra Mundial, o plano foi ampliado e melhorado para fazer frente à possível invasão alemã. 
O termo "Reduto Nacional" refere-se principalmente às fortificações iniciadas na década de 1880 que asseguravam a parte central montanhosa da Suíça, fornecendo um refúgio para um  exército suisso em retirada.
O Reduto Nacional englobava um conjunto amplamente distribuído de fortificações em uma linha geral leste-oeste através dos Alpes, centrada em três grandes complexos de fortalezas: Fortes São Maurício, São Gotardo e Sargans. Essas fortalezas defendiam principalmente as travessias alpinas entre a Alemanha e a Itália e ficavam fora das regiões industrializadas e povoadas da Suíça. Essas regiões foram defendidas pela "Linha de Fronteira" e pela "Posição do Exército" um pouco mais atrás. Embora não fossem uma barreira intransitável, essas linhas continham fortificações significativas, mas o Reduto Nacional foi planejado como um complexo quase inexpugnável de fortificações que impediriam uma passagem de agressores sobre ou através dos Alpes, controlando as principais passagens de montanha e túneis ferroviários que corriam norte-a-sul através da região. 
Essa estratégia pretendia impedir completamente uma invasão, negando a infraestrutura de transporte da Suíça, crucial para um agressor.
O Reduto Nacional tem sido objeto de debate na sociedade suíça, com muitas fortificações desativadas no início do século XXI.

## Réduitnos Alpes Suíços

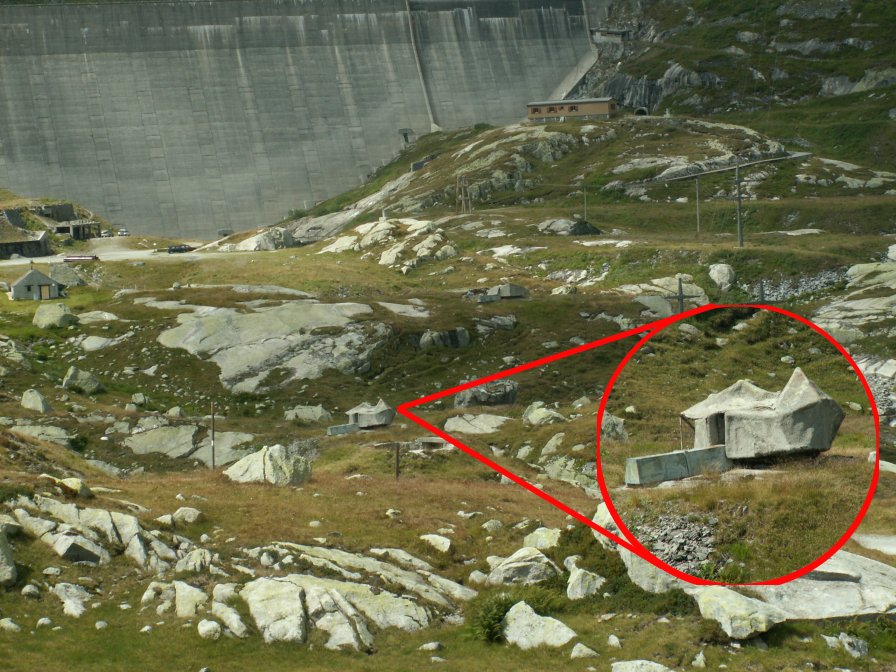
Canhões camuflados na vala ao lado do Lago de Lucendro. Com um calibre de 105 mm, dispara até 17 Km de distância

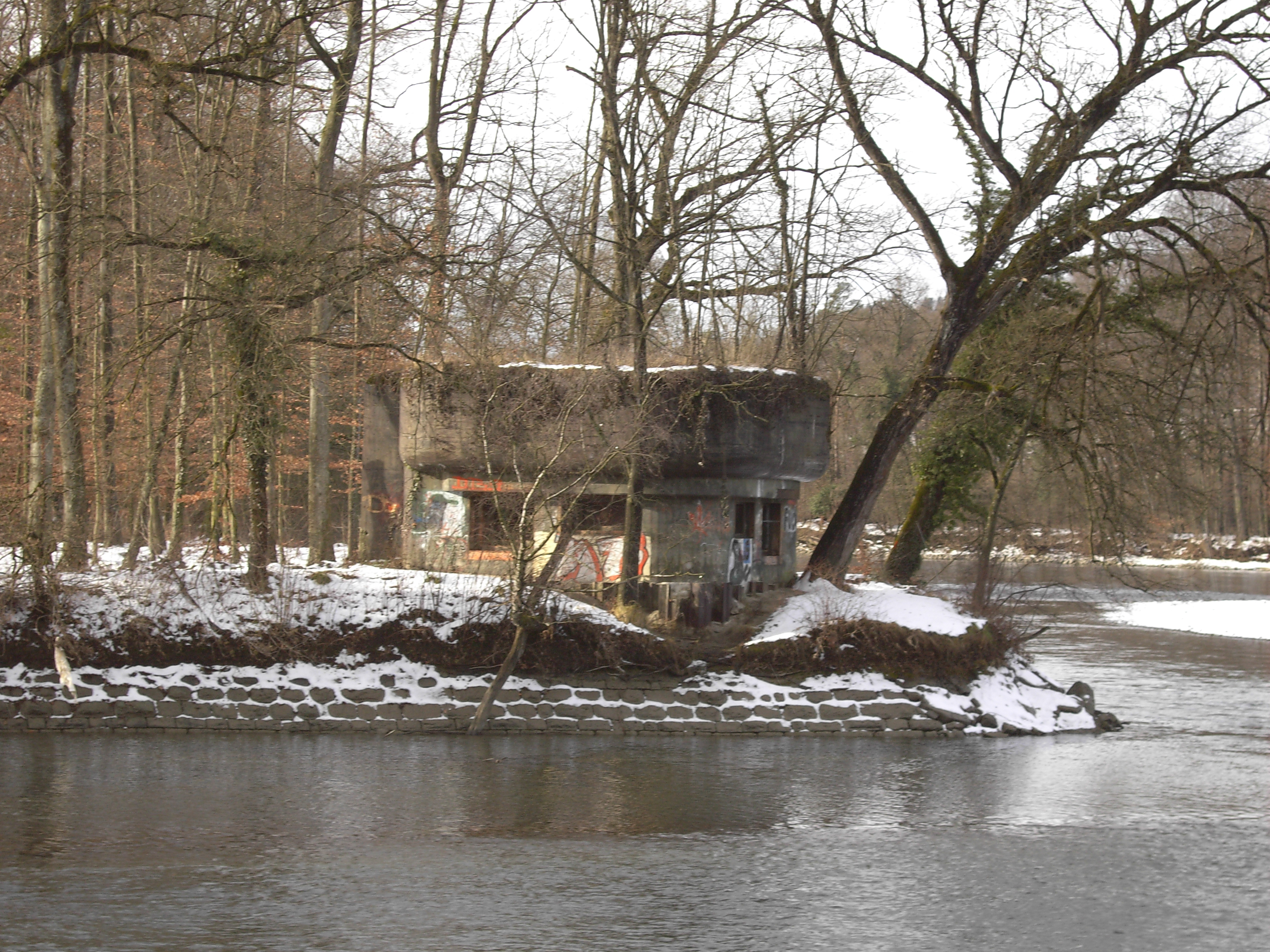
Bunker aquático, entre os rios Aar e Reuss

O conceito de " réduit " é um tema recorrente na teoria da defesa suíça. 
Mantida a neutralidade durante a Segunda Guerra Mundial, a Suíça sustentou o conceito dos seus planos de resistência contra uma possível invasão soviética durante a Guerra Fria, quando se tornou uma forte influência no conceito suíço de neutralidade.

### História
A fortificação da região alpina suíça começou na década de 1880, logo após a abertura do caminho de ferro do Gotthard.
Bunkers e fortes semelhantes aos do engenheiro militar belga Henri Alexis Brialmont, foram construídos em Airolo, no Oberalp Pass, Furka Pass e Grimsel Pass, todos nos Alpes Centrais.
Posições adicionais foram construídas na área de Saint-Moritz, usando técnicas de mineração e túnel nas falésias esvarpadas das montanhas do vale glacial.
No imediato pós-Primeira Guerra Mundial, o interesse suíço em construir mais fortificações diminuiu.  No entanto, durante a década de 1930, quando a França construiu a Linha Maginot desde a sua fronteira suíça até à belga, e a Tchecoslováquia construiu as fortificações fronteiriças da Tchecoslováquia, a Suíça reexaminou as suas defesas fixas.
Ao mesmo tempo, os programas de criação de empregos tornaram-se desejáveis como resultado da Grande Depressão mundial. 
O trabalho de design começou em 1935, e em 1937 iniciou-se a construção nas fortificações alpinas expandidas, na Linha de Fronteira e nas fortificações de linha do Exército.

### Segunda Guerra Mundial

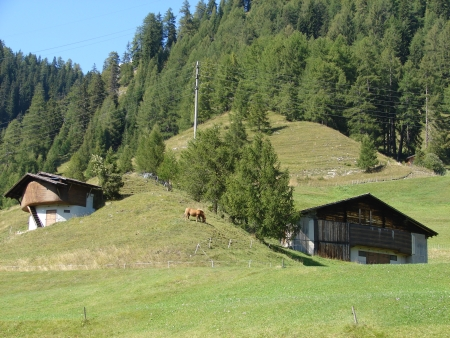
Fortificação de infantaria camuflada em Sufers (bastião de metralhadora à esquerda, arma antitanque à direita, bunker de alojamento e túnel de ligação)

O Reduto Nacional tornou-se de grande importância para os suíços em 1940, quando ficaram totalmente cercados pelas potências do Eixo e, portanto,  à mercê de Hitler e Mussolini. O Reduto Nacional era uma forma de preservar pelo menos parte do território suíço em caso de invasão. O Reduto deveria ser tripulado por oito divisões de infantaria e três brigadas de montanha; os suíços praticavam a guerra com simulação das batalhas que se iam desencadeando à sua volta. 
A estratégia de Réduit da Suíça durante a Segunda Guerra Mundial foi essencialmente de dissuasão. A ideia era deixar claro para o Terceiro Reich que uma invasão teria um custo muito alto. Simultaneamente, foram feitas concessões económicas à Alemanha, na esperança de que o custo total duma invasão alemã fosse interpretado como superior aos potenciais benefícios.
Apesar disso, era claro que Hitler tencionava invadir mais cedo ou mais tarde, sendo que o desembarque dos Aliados na Normandia, e as dificuldades enfrentadas nainvasão da Rússia, foram cruciais para retardar uma invasão da Suissa.
As concessões incluíam um blackout nacional e a destruição dum sistema secreto de radar alemão que aterrou acidentalmente na Suíça em troca de uma dúzia de aeronaves. 
No plano de invasão, a Operação Tannenbaum;  a Alemanha planejava capturar Genebra e Lucerna, enquanto a Itália capturava os Alpes; e os dois países dividiriam a Suíça entre ambos.

## Forte de São Gotardo

### Posições de Airolo

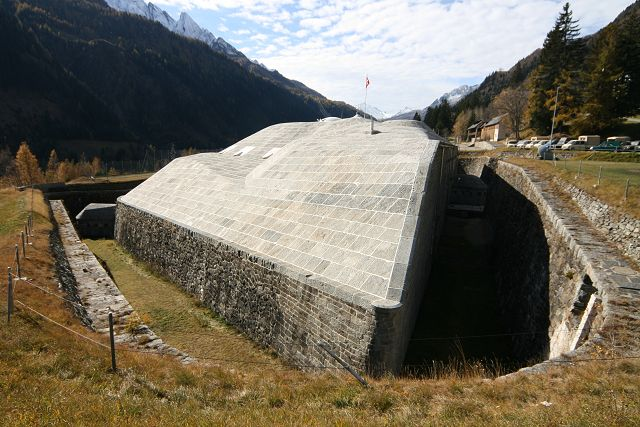
Forte Airolo, situado no Ticino

Fort Airolo 46° 31′ 42,19″ N, 8° 35′ 21,25″ L, também conhecido como Forte di Airolo, foi construído entre 1887 e 1890 no extremo sul do Passo Gotthard, com vista sobre Airolo. O forte era um maciço compacto semelhante ao forte de Brialmont, com uma vala circundante defendida por caponiers e dotada de uma torre dupla de 120 mm e quatro torres de 53 mm para defesa próxima, com cinco canhões de 84 mm em casamatas. Distando  1 quilômetro (0,62 mi) o túnel liga Fort Airolo ao túnel ferroviário de Gotthard.
Abandonado pelos militares em 1947, o forte é mantido como museu por um grupo de preservação e pode ser visitado.
Bateria de Motto Bartola 46° 32′ 01,15″ N, 8° 35′ 17,15″ L está situada no topo da colina de Fort Airolo e montou outras quatro armas de 120 mm. O forte, construído entre 1888 e 1890, também montou quatro canhões de 84 mm, com extensas galerias subterrâneas ligando as posições de tiro.

### Posições de St. Gotthard Pass
Reduto Hospiz 46° 33′ 24,2″ N, 8° 34′ 06,37″ L, também conhecido como Forte Ospizio, foi construído em 1894 e operado até 1947, perto do cimo do Passo de São Gotardo. O forte montou duas torres de canhão de 120 mm. O forte é atualmente operado como um museu e pode ser visitado pelo público.

## Modernização
As posições Redoubt e outras na Suíça foram aumentadas pelo projeto Bison, que envolveu a instalação de armas antitanque em novos bunkers em locais importantes para fornecer uma força pré-posicionada modernizada capaz de derrotar a armadura moderna. Um projeto para instalar argamassas automáticas de 120 mm foi concluído em 2003.

### Reduções de força do exército
Em 1995, o exército suíço foi reduzido de 750.000 soldados para 400.000. Em 2004, a força do exército era de 120.000, sendo 80.000 propostos até 2020.

### Destino futuro
O debate continua sobre a utilidade do Reduto e de outras fortificações suíças. Em Outubro de 2010, o ministro da Defesa Ueli Maurer propôs o encerramento de muitas posições após mitigar as questões ambientais e garantir segurança permanente. Esperava-se que um programa de desativação custasse até um bilião de CHF.
Em 2011, a Maurer estimou os custos para anular o sistema com segurança em mais de US $1 bilião. Algumas das instalações foram alugadas ou vendidas como repositórios de dados digitais.

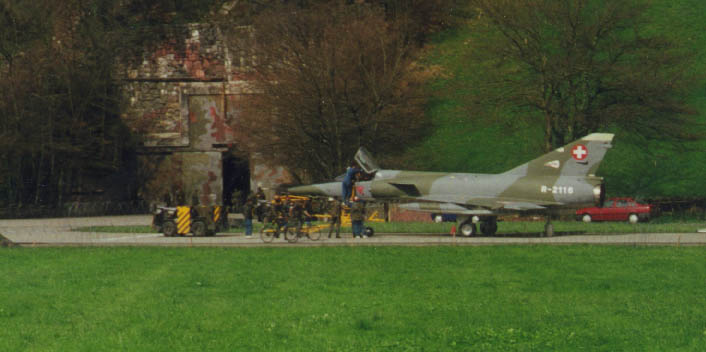
Mirage IIIRS em frente à caverna Y em Buochs

Porque a estratégia Réduit era essencialmente de dissuasão, parte dela era aberta e pública, e desempenhou um papel na chamada "defesa intelectual da pátria", ou Geistige Landesverteidigung, tentando melhorar a moral e a coesão da nação. O uso da estratégia Réduit como ferramenta de dissuasão / propaganda continuou durante a Guerra Fria. Em 1964, o pavilhão do exército na Feira Suíça (Landesausstellung) em Lausanne tinha a forma dum porco-espinho tcheco gigante feito de cimento.   
O mesmo movimento de defesa intelectual Suissa, Geistige Landesverteidigung, foi também o predecessor da fundação Pro Helvetia que é fomentada pela própria Confederação Helvética.
O Réduit (Reduto) ocupa o tema central do romance distópico de 2008 do escritor suíço Christian Kracht, Ich werde hier sein im Sonnenschein und im Schatten. (Em português: Hei-de cá estar ao Sol e nas Sombras.)

## Vêr também
- Sete dias para o rio Reno
- Operação Tannenbaum

## 35em
1. ↑  «Limmatstellung»
2. ↑  Kauffmann, p. 152
3. ↑  Kauffmann, p. 153
4. ↑  Kauffmann, p. 154
5. ↑  Andrey, Dominique. «Le " Réduit national "». Évolution de la valeur opérative du secteur alpin suisse (em francês). Revue Historique des Armees. Consultado em 6 de janeiro de 2011
6. 1 2  McPhee, John (7 de novembro de 1983). «La Place de la Concorde Suisse-II». The New Yorker. 55 páginas. Consultado em 22 julho de 2013
7. ↑  Let's Swallow Switzerland by Klaus Urner (Lexington Books, 2002).
8. ↑  «Museo Forte Airolo (Militärhistorisches Museum in Airolo)» (em alemão). Ospizio San Gottardo. Consultado em 2 de janeiro de 2011
9. 1 2 3  Kauffmann pp. 157-158
10. 1 2  «Das Fort Airolo am St. Gotthard» (PDF) (em alemão). Associazione Amici del Forte Airolo
11. ↑  Schneider, Hans Rudolf. «Artilleriewerk Forte Airolo». festung-oberland.ch. Consultado em 2 de janeiro de 2011
12. 1 2  «Altre opere del San Gottardo» (PDF). Monumenti militari nel Cantone Ticino (em italiano). Swiss Ministry of Defense, Public Protection and Sports. p. 38. Consultado em 6 de janeiro de 2011
13. ↑  Schneider, Hans-Rudlf. «Artilleriewerk Forte Airolo» (em alemão). festung-oberland.ch. Consultado em 7 de janeiro de 2011
14. ↑  Schneider, Hans Rudolf. «Artilleriewerk Motto Bartola» (em alemão). festung-oberland.ch. Consultado em 2 de janeiro de 2011
15. ↑  «Sbarramento San Gottardo – Motto Bartola» (PDF). Monumenti militari nel Cantone Ticino (em italiano). Swiss Ministry of Defense, Public Protection and Sports. p. 34. Consultado em 6 de janeiro de 2011
16. ↑  Schneider, Hans-Rudlf. «Artilleriewerk Motto Bartola» (em alemão). festung-oberland.ch. Consultado em 7 de janeiro de 2011
17. ↑  «Museo Forte Ospizio San Gottardo» (em alemão). Ospizio San Gottardo. Consultado em 2 de janeiro de 2011
18. 1 2 3  Stephens, Thomas (22 de outubro de 2010). «Military bunkers face their Waterloo». swissinfo.ch. Consultado em 17 de janeiro de 2011
19. ↑  Solomon, Christopher (19 de janeiro de 2011). «Swiss Weigh Future Role of Bunkers in the Alps». New York Times. Consultado em 31 de maio de 2012
20. ↑  «Pro-Helvetia und die Geistige Landesverteidigung»
21. ↑  «Mediologie des Kontrafaktischen»